# Mölker Steig
Der Mölker Steig ist eine Gasse im 1. Wiener Gemeindebezirk Innere Stadt. Sie wurde um 1871 nach der benachbarten Mölker Bastei benannt.

## Geschichte

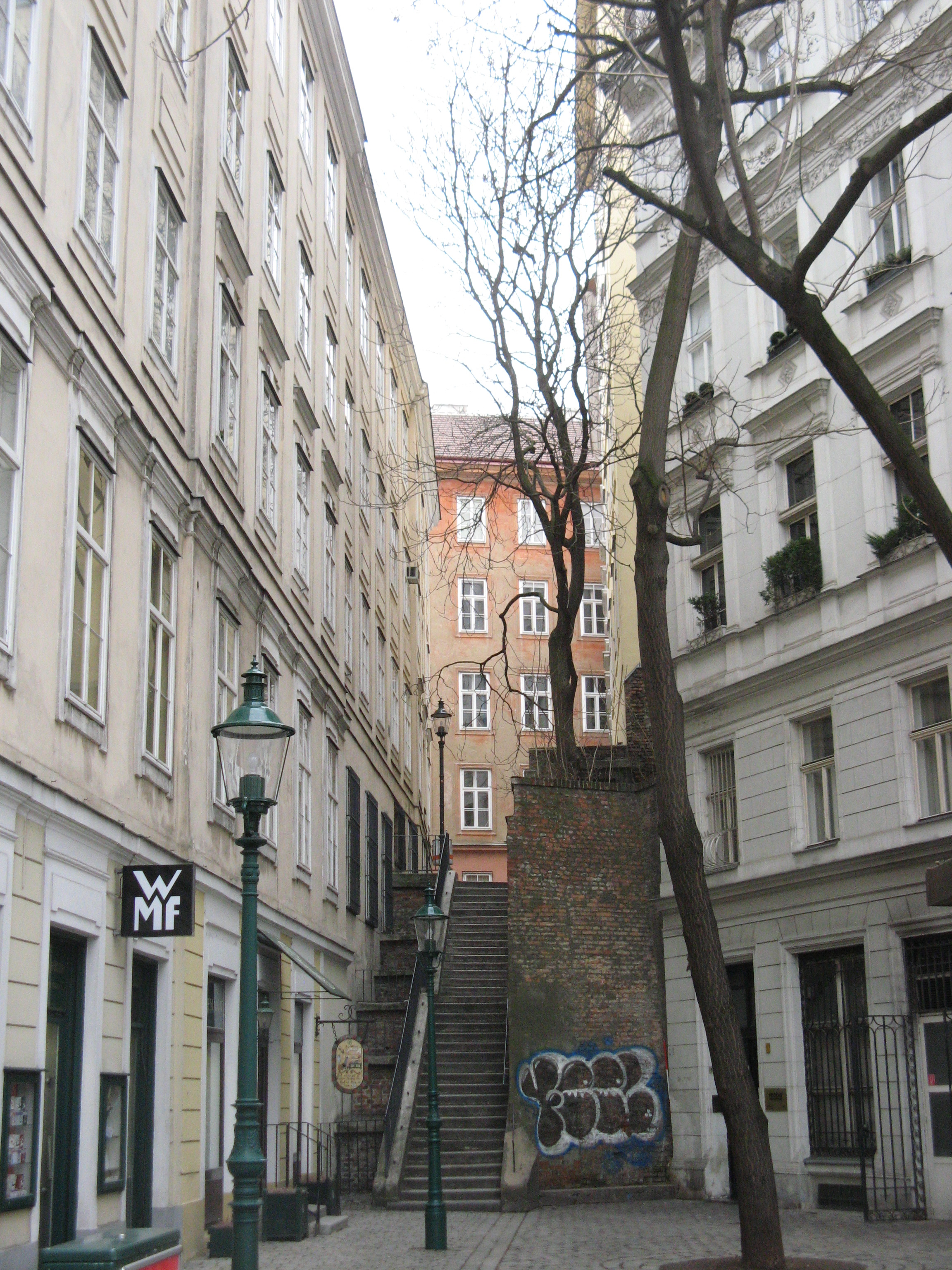
Stiege von der Schottengasse auf den Mölker Steig

Wo sich heute der Mölker Steig befindet, verlief im Mittelalter die Wiener Stadtmauer. Ab dem 16. Jahrhundert erstreckte sich hier die Kurtine zwischen Schottentor und Mölker Bastei. An der Auffahrt wurden im 17. Jahrhundert kleine Häuser für die Stadtguardia errichtet, die im 18. Jahrhundert privatisiert wurden. Als zu dieser Zeit auch der benachbarte Melker Hof umgebaut wurde, entstand beim Schottentor eine Stiege. Sie hieß ursprünglich Mölker Stiege, seit 1862 kurze Zeit Schottenstiege, bis sie 1871 in den Mölker Steig einbezogen wurde. Damals wurde die Kurtine abgebrochen, einige Häuser wurden demoliert und der Rest einschließlich der Stiege nunmehr Mölker Steig genannt.

## Lage und Charakteristik
Der Mölker Steig ist eine kurze, zweifach gebogene malerische Gasse zwischen der Schreyvogelgasse im Süden und der Schottengasse im Norden. Sie liegt erhöht auf den Resten der Mölker Bastei, eines Teils der ehemaligen Wiener Stadtbefestigung. Der Mölker Steig ist nur für Fußgänger benützbar, der Anschluss an die Schottengasse wird durch eine Stiege gebildet, die vom Mölker Steig zur Schottengasse hinunter führt. Die Verbauung besteht zum Großteil aus den Hinterfronten von Gebäuden des 18. und 19. Jahrhunderts.

## Verbauung

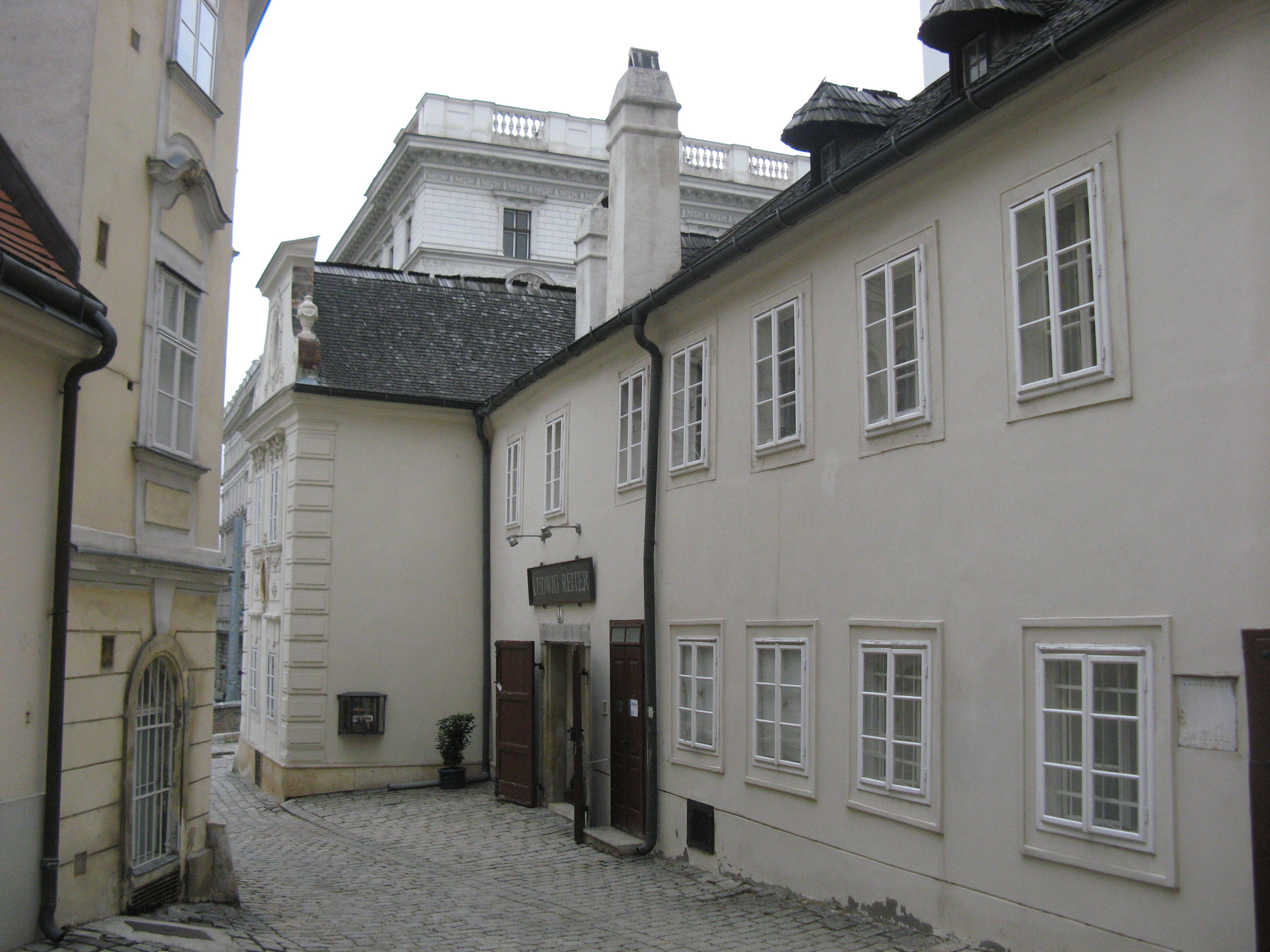
Dreimäderlhaus

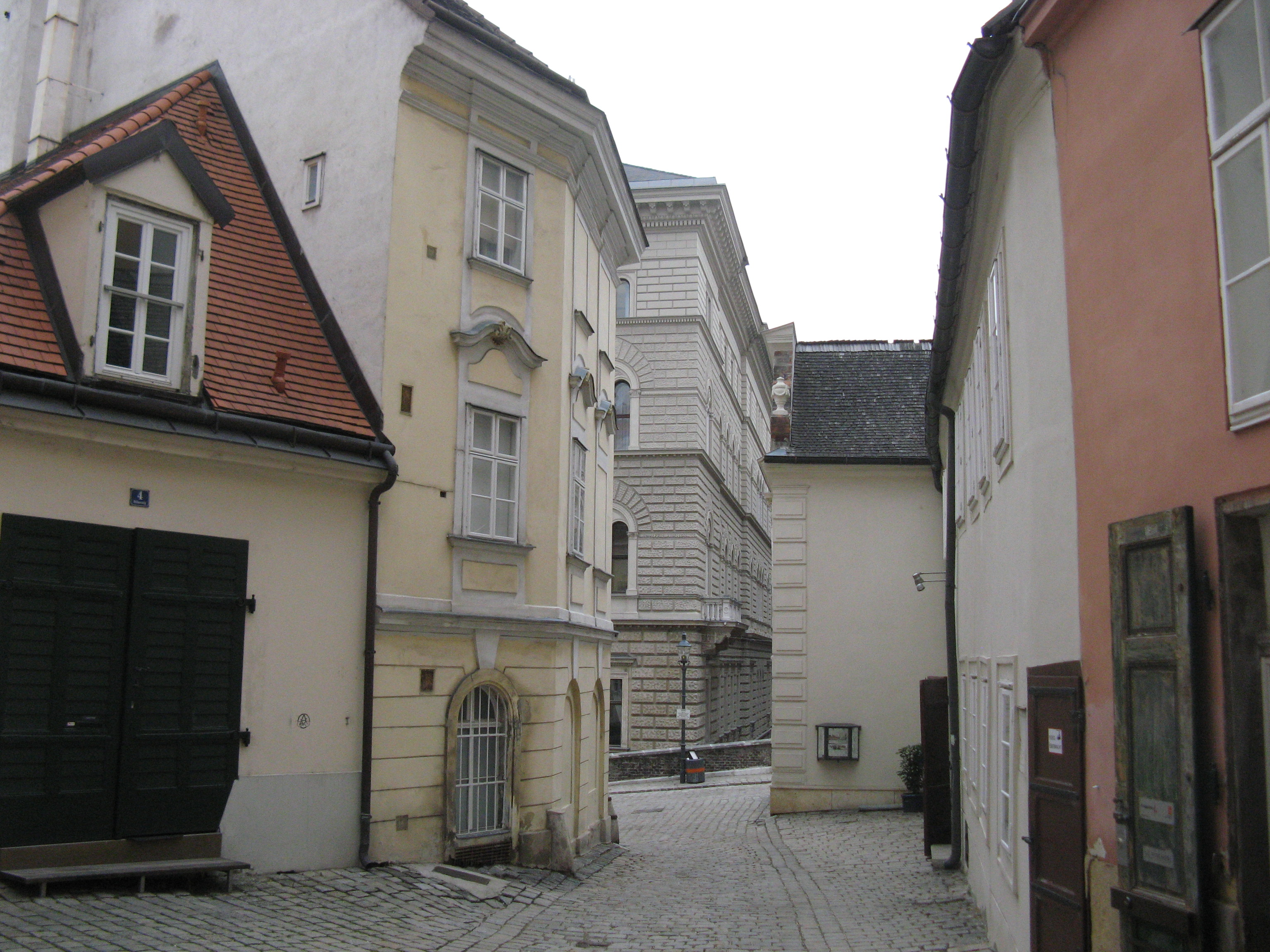
Beginn des Mölker Steigs

### Nr. 1 Dreimäderlhaus
Das Haus Schreyvogelgasse 10 ist ein bedeutendes spätbarockes Wohnhaus aus dem 3. Viertel des 18. Jahrhunderts. Am Mölker Steig befindet sich ein niedrigerer Anbau, dessen Fenster und Portal Faschenrahmung zeigt. Hier befindet sich ein Geschäftslokal der renommierten Ludwig Reiter Schuhmanufaktur.

### Nr. 3 Frühhistoristisches Wohnhaus
Das Haus bildet die Rückfront des Gebäudes Mölker Bastei 10, in dem die Enkelin Goethes, Alma von Goethe, 1844 starb. Das frühhistoristische Wohnhaus wurde 1841 von Franz Schlirholz errichtet.

### Nr. 4 Melker Hof
Hier befindet sich die Rückfront des großen Melker Hofes, eines Stiftshofes, der in seiner heutigen Form aus dem 18. Jahrhundert stammt. Er wurde von Josef Gerl erbaut. Damals entstand auch der niedrigere Zubau am Mölker Steig.

### Nr. 5 Frühhistoristisches Wohnhaus
Das Haus bildet die Rückfront des frühhistoristischen Wohnhauses Mölker Bastei 12, das 1846 wahrscheinlich von Franz Schlirholz errichtet wurde.

### Nr. 7 Frühhistoristisches Wohnhaus
Hier befindet sich die Rückfront des Hauses Mölker Bastei 14, das 1845–1846 von Franz Schlirholz im frühhistoristischen Stil erbaut wurde.